# جون جي. غيليغان
جون جي. غيليغان هو أستاذ جامعي وسياسي أمريكي، ولد في 22 مارس 1921 في سينسيناتي في الولايات المتحدة، وتوفي بنفس المكان في 26 أغسطس 2013 بسبب قصور القلب. نشط حزبياً في الحزب الديمقراطي. وقد انتخب حاكم ولاية أوهايو ‏ (11 يناير 1971 – 13 يناير 1975) وانتخب عضو مجلس النواب الأمريكي ‏.